# Кал-при-Крмелю
Кал-при-Крмелю (словен. Kal pri Krmelju) — поселення в общині Севниця, Споднєпосавський регіон, Словенія. Висота над рівнем моря: 503,9 м.